# 米德韋 (路易斯安那州拉皮德堂區)
米德韋（英語：Midway）是位於美國路易斯安那州拉皮德堂區的一個非建制地區。

## 地理
米德韋所處的海拔為高於海平面49米（即161英呎），而該地所採用的時區為UTC-6，即北美中部時區（CST）。同時該地設有夏令時間，為UTC-6調快一小時，即UTC-5（CDT）。